# Evgenija Isakova
Evgenija Leonidovna Isakova (in russo Евгения Леонидовна Исакова?; 27 novembre 1978) è un'ex ostacolista russa.

## Palmarès
| Anno | Manifestazione | Sede       | Evento   | Risultato | Prestazione | Note |
| ---- | -------------- | ---------- | -------- | --------- | ----------- | ---- |
| 2006 | Europei        | Göteborg   | 400 m hs | Oro       | 53"93       |      |
| 2007 | Mondiali       | Osaka      | 400 m hs | 6ª        | 54"50       |      |
| 2010 | Europei        | Barcellona | 400 m hs | 6ª        | 54"59       |      |

## Altre competizioni internazionali
2006
- Coppa Europa di atletica leggera ( Malaga)